# Boba Fett
Boba Fett è un personaggio immaginario dell'universo fantascientifico di Guerre stellari, apparso per la prima volta nello spezzone animato del film per la televisione del 1978 The Star Wars Holiday Special (distribuito poi nel 2021 con il titolo Star Wars Vintage: Story of the Faithful Wookiee) e successivamente ripreso come uno degli antagonisti principali negli ultimi due film della trilogia originale (L'Impero colpisce ancora e Il ritorno dello Jedi, dove è interpretato da Jeremy Bulloch).
Il giovane Boba è uno dei personaggi del film L'attacco dei cloni e della serie televisiva Star Wars: The Clone Wars. Durante lo sviluppo iniziale de Star Wars - Il risveglio della Forza (2015), Bulloch aveva espresso il suo interesse a riprendere il ruolo di Fett, ma il personaggio non è stato utilizzato nel film né menzionato. Compare invece in età più avanzata nella serie televisiva The Mandalorian (2020) ed è protagonista (nonché personaggio titolare) della successiva The Book of Boba Fett.

## Apparizioni

### Trilogia originale

#### Guerre stellari
Compare in una scena inserita nella versione rimasterizzata del 1997 del film Guerre stellari. Qui, compare insieme ad altri cacciatori di taglie quando Ian Solo incontra Jabba the Hutt al porto spaziale di Mos Eisley.

#### L'Impero colpisce ancora
La prima apparizione nella saga risale al 1980, nel film L'Impero colpisce ancora. L'inizio della sua carriera è avvolto nella leggenda. Egli indossa una corazza Mandaloriana modificata verde simile a quella del padre e possiede la sua stessa nave: il potentissimo e silenziosissimo Slave I.
La sua fortuna come cacciatore di taglie cresce a dismisura a partire dal 19 BBY, ovvero durante i fatti di La vendetta dei Sith, spesso alle dipendenze di Jabba the Hutt.
Nel 3 ABY Boba Fett dà la caccia al Millennium Falcon di Ian Solo fino alla Città delle nuvole, su Bespin, controllata da Lando Calrissian. Il cacciatore di taglie, recuperati ormai degli ottimi rapporti con l'Impero Galattico dopo gli attriti precedenti, ottiene da Dart Fener il permesso di portare Ian Solo, ormai ibernato nella grafite, da Jabba the Hutt per riscuoterne la taglia.

#### Il ritorno dello Jedi
Il personaggio fa ritorno, in un ruolo minore, nel film Il ritorno dello Jedi. Fett si trova al palazzo di Jabba su Tatooine quando Leila Organa (prima) e Luke Skywalker (poi) tentano di liberare Solo dalle grinfie dello Hutt.
Segue Jabba fino al pozzo di Carkoon, dove lo Hutt ha intenzione di buttare Skywalker, Solo e Chewbecca, trovandosi nel bel mezzo della battaglia che si scatena sopra la tana del bestiale sarlacc. Dopo essere riuscito addirittura a mettere in difficoltà il Jedi Skywalker, e riuscendo ad averlo sotto tiro, non bada a Ian Solo, che sebbene cieco lo riesce a colpire e, involontariamente, gli accende i razzi che ha sulla schiena. Il volo inaspettato e improvviso non permette a Fett di reagire, poiché si va a schiantare contro il galeone di Jabba, finendo dritto dentro le fauci del sarlacc.

### Trilogia prequel

#### L'attacco dei cloni
Le origini di Boba Fett vengono narrate nel film L'attacco dei cloni. Boba Fett nasce come clone del grande cacciatore di taglie Jango Fett (32 BBY). Questi risiede permanentemente sul pianeta di Kamino per conto del Sith Dooku: egli serve come matrice originale da cui trarre un esercito di cloni per la Vecchia Repubblica Galattica, che poi viene ereditato dall'Impero Galattico. Jango decide di tenere per sé un clone non modificato, senza la crescita accelerata tipica degli altri cloni e il condizionamento mentale per eseguire ogni ordine.
Il clone che ne nasce, per lui come un figlio, viene chiamato Boba.
Qualche tempo dopo la creazione su Kamino dell'esercito per conto del Maestro Sifo-Dyas, e quindi poi controllata da Darth Tyranus, il cacciatore di taglie Jango viene raggiunto dal Jedi Obi-Wan Kenobi che ha riconosciuto in lui lo stesso cacciatore che ha ingaggiato su Coruscant una killer (Zam Wesell) per attentare alla vita di Padmé Amidala.
Jango è costretto a fuggire su Geonosis, uscendo allo scoperto e schierandosi apertamente alle dipendenze del conte Dooku, ovvero Darth Tyranus, luogo in cui troverà la morte per mano del potente Maestro Jedi Mace Windu.

### Televisione

#### The Clone Wars
Il personaggio ricompare anche nella serie televisiva Star Wars: The Clone Wars. Morto il padre, Boba Fett non si interessa minimamente alle guerre dei cloni che imperversano nella galassia.
Prima di raggiungere la stessa reputazione del padre, Boba tenterà di vendicarlo uccidendo Mace Windu: per farlo si unisce ad altri tre cacciatori di taglie Aurra Sing, Bossk e Castas. Il quartetto di mercenari tentò di uccidere il Maestro Jedi distruggendo un intero incrociatore della Repubblica galattica ma senza successo; poi tentarono di ucciderlo con le loro mani cercando di attirare la sua attenzione con tre ostaggi che lo avrebbero attirato su Florrum, sede della base pirata di Hondo Ohnaka (che aveva avuto una relazione con Aurra tempo prima): anche qui il tentativo andò a vuoto perché il Maestro Jedi Plo Koon e Ahsoka Tano si recarono là al posto e catturarono Boba e Bossk mentre Castas morì per mano di Sing la quale, poco dopo, fu inizialmente creduta morta, ma invece era riuscita a fuggire dallo Slave I in procinto di schiantarsi.
Nel 20 BBY gli viene affidato un importante incarico su Quarzite insieme a Bossk, Dengar, Latts Razzi, C-21 Highsinger e Asajj Ventress. I sei dovevano trasportare su di un treno Pluma Sodi (la sorella di un Kage del luogo, Krismo Sodi), finita ingiustamente in sposa al tiranno locale di specie Belugan, Otua Blank, ma Bossk, Dengar, Latts e C-21 verranno buttati fuori dal treno a seguito dell'attacco di un commando di Kage, decisi a liberare la prigioniera. In un momento di umanità Asajj decide di liberare Pluma (a seguito del suo dovuto pagamento) e di "consegnare" invece Boba (rinchiuso in un forziere ed imbavagliato) a Blank, dando poi il ricavato al resto del gruppo di cacciatori.
Boba, piuttosto, riflette solo su come seguire le orme del padre, del quale sfrutta anche il nome. In pochi anni diviene il sicario, spia, sabotatore e cacciatore di taglie più prezzolato della Galassia, superando in abilità e fama addirittura il defunto padre.

#### The Mandalorian
Boba Fett appare, interpretato da Temuera Morrison, nella serie televisiva The Mandalorian, ambientata cinque anni dopo Il ritorno dello Jedi e in cui si scopre che il leggendario cacciatore di taglie è sopravvissuto al sarlacc ma, purtroppo, gran parte della sua armatura è andata perduta e, quindi, recuperata dai Jawas.
L'armatura mandaloriana di Boba Fett è stata acquisita in un primo momento da Cobb Vanth (interpretato nel primo episodio da Timothy Olyphant), ed è ora nelle mani di Mando. In un altro episodio, il redivivo cacciatore di taglie apparirà a bordo dello Slave I, aiutato da Fennec Shand. In cambio della sua armatura, Boba Fett promette a Din Djarin l'incolumità del bambino (Grogu).
Durante la serie, Fett racconta a Mando che suo padre, Jango, era un trovatello adottato dalla cultura mandaloriana.
Nella scena successiva ai titoli di coda dell'ottava puntata della seconda stagione, Boba, con l'aiuto di Fennec Shand, ritorna al palazzo di Jabba su Tatooine e, una volta scoperto che ora a dominare è Bib Fortuna, uccide quest'ultimo e tutti i presenti nell'edificio e si siede sul trono del palazzo.

#### The Book of Boba Fett
La miniserie televisiva The Book of Boba Fett è uscita il 29 dicembre 2021. L'opera riprende dalla storyline iniziata in The Mandalorian con Fennec Shand e parla anche di come Boba Fett sia riuscito a sopravvivere al Sarlacc.

### Legends

#### Holiday Special
La prima apparizione del personaggio avviene nello spezzone animato del film per la televisione del 1978 The Star Wars Holiday Special, realizzato dalla casa d'animazione canadese Nelvana, che introduce il personaggio. Nell'intermezzo, usa il suo zainetto propulsore, che riapparirà solo quattro anni dopo, ne Il ritorno dello Jedi.

#### Fumetti
Dart Fener, appurata la grande intelligenza e abilità di Boba Fett, decide di affidargli una missione importantissima: recuperare uno scrigno in cui vi sarebbe custodito un preziosissimo tesoro, e lo ammonisce di non aprirlo mai. In realtà, il Sith è ben cosciente del fatto che difficilmente Fett resisterà alla curiosità di aprire lo scrigno, e quindi si propone di ucciderlo una volta completata la missione. Boba Fett riesce a scamparla e a salvarsi prodigiosamente da uno scontro con il Sith.
Quando Ian Solo e Chewbecca riuscirono a trovare un pericoloso talismano in grado di infettare chiunque lo possegga con un potente virus dormiente, usato anche dall'Impero per interrogare i propri prigionieri, Luke Skywalker, C-3PO e R2-D2 vennero incaricati di salvare i loro amici e recuperare il pericoloso talismano. Il Millennium Falcon atterrò sul pianeta acquatico di Panna e vi rimase incastrato nelle sue dense e collose acque; anche Luke e i due droidi, a bordo di un caccia Ala-Y, atterrarono sulla superficie collosa del pianeta ed è proprio lì che incontrarono Boba, a cavallo di un'enorme creatura anfibia. Luke chiese aiuto a Boba che lo accompagnò fino al Falcon dove però, incautamente, Luke si fece contagiare dal virus e cadde in un sonno profondo. Chewbecca (che essendo un Wookiee è immune al contagio del virus) e Boba si diressero a Panna City per recuperare l'antidoto del virus: Boba raggiunse la farmacia dov'è situato il siero e, di nascosto, entrò in contatto con Dart Fener, informandolo che sta eseguendo i suoi ordini di spiare i ribelli. Inseguiti poi da uno speeder guidato da Stormtrooper, Chewbecca e Boba raggiunsero il Falcon e curarono Ian e Luke, accorgendosi poco dopo che Boba li aveva traditi poiché R2 e 3PO avevano intercettato la trasmissione tra il cacciatore di taglie e il Signore dei Sith. Mentre Luke si accorse della verità, Boba riuscì ad aprire il portello superiore del Falcon e a fuggire nel cielo di Panna.
Nel 3 ABY, poi, il cacciatore di taglie è inseguito da un sicario rivale che intende strappargli Ian Solo e intascarne la taglia al posto suo. Per eseguire le riparazioni e fare il pieno di carburante, si rifugia in un'enclave imperiale, da cui riesce a scappare in tempo durante un attacco dei Ribelli guidato da Lando Calrissian e da Luke Skywalker.
Boba Fett non morirà ucciso dal Sarlaac, egli infatti riuscirà a sfuggirgli, come raccontato da un fumetto della Dark Horse Comics, e infatti ritornerà a lavorare come cacciatore di taglie per conto dei nuovi Imperiali, apparendo nel videogioco Jedi Academy, ambientato diversi anni dopo l'ultimo film e in numerosi libri come Boba Fett: A Practical Man.

## Citazioni
- Nell'episodio Sesso, pasticcerie e video-taglie della ventesima stagione sempre de I Simpson nella gag del divano la famiglia Simpson viene congelata nella carbonite e portata via da Boba Fett.
- Nell'episodio La diffusione dell'ornitofobia, della serie televisiva The Big Bang Theory, Sheldon per cacciare da casa una Ghiandaia azzurra indossa l'elmo di Boba Fett.
- In Aftermath, primo romanzo della trilogia canonica scritta da Chuck Wending, ambientato pochi mesi dopo Il ritorno dello Jedi, in un interludio ambientato su Tatooine, due personaggi si contendono una armatura mandaloriana danneggiata da un acido. Dato che si trova in mezzo ai resti del veliero di Jabba, esploso all'inizio del sesto film, l'armatura potrebbe essere quella di Boba, corrosa dai succhi gastrici del sarlacc.
- Nell'episodio Joint Custody (Episodio 19 della seconda stagione) di American Dad, l'alieno Roger si veste da vari cacciatori di taglie di molti film, compreso Boba Fett.

## Accoglienza
Boba Fett è un personaggio cult ed uno dei più popolari del suo franchise. Nel 2008, Boba Fett è stato posizionato settantanovesimo tra i personaggi cinematografici più grandi di tutti i tempi da Empire, ed è stato incluso nella lista dei 100 migliori personaggi immaginari stilata da Fandomania. IGN ha classificato Boba Fett come l'ottavo miglior personaggio di Star Wars.
Personifica "pericolo e mistero", e, sebbene Tom Bissell abbia affermato che nessuno sa il perché della grande popolarità di Boba Fett, sia Lucas che Bulloch hanno citato quest’ultima caratteristica tra le ragioni. Il giocattolo iniziale di Boba Fett, più che la sua effettiva apparizione cinematografica, potrebbe essere responsabile della popolarità del personaggio; Henry Jenkins ha suggerito che il gioco ha aiutato il personaggio a "prendere una vita propria".
Il San Francisco Chronicle ha descritto i fan di Boba Fett come "tra i più appassionati", ed il personaggio è importante per la cultura dei fan di Star Wars.